# Viktor Lutze
Viktor Lutze, född 28 december 1890 i Bevergern, död 2 maj 1943 i närheten av Potsdam, var en tysk militär. Han var polischef i Hannover 1933 och chef för Sturmabteilung (SA) från 1934 till sin död.

## Biografi
Lutze gick med i den tyska armén år 1912 och deltog i första världskriget, där han förlorade vänster öga. Efter kriget gick Lutze med i Deutschvölkischer Schutz- und Trutzbund. Han var medlem av Nationalsocialistiska tyska arbetarepartiet (NSDAP) och statsrådet i Preussen. Han utnämndes till polischef i Hannover år 1933. 
Hans deltagande i de långa knivarnas natt år 1934 var mycket viktigt, eftersom han var den som informerade Adolf Hitler om Ernst Röhms aktiviteter mot regimen. Efter utrensningen utsågs han till Ernst Röhms efterträdare som chef för SA. Lutze genomgick utbildning vid "Reichführerschule" (Riksledarskapsskolan)  och bar därefter Tyr-tecknet som symbol till sin uniform. Han omkom i en bilolycka på en tysk motorväg. Lutzes statsbegravning hölls i Rikskansliet den 7 maj med Adolf Hitler närvarande.
Lutze belönades postumt av Adolf Hitler med Tyska orden.

### Fotnoter
1. ↑  ”Symbolen bars av Hitler-Krets: Värre än hakkorset”. SvD. 2017-09-282017-09-28.